# Conrad Helbig
Conrad Helbig – niemiecki architekt czynny w pierwszej połowie XX w. we Wrocławiu.

## Życiorys
Był jednym z najbardziej wziętych architektów we Wrocławiu dwóch pierwszych dekadach XX stulecia. Obok Ericha Graua, Richarda i Paula Ehrlichów, Richarda Mohra i Herberta Erasa projektował najwięcej reprezentacyjnych willi dla przedstawicieli wolnych zawodów, upców i wysokich urzędników. Tak jak inni wrocławscy architekci, którzy zaczynali tworzyć we Wrocławiu w pierwszym dziesięcioleciu XX w. projektował w duchu obowiązującej wówczas secesji korzystając jednocześnie z wzorców stylu rodzimego zwanego Landhausem nawiązującego do tradycyjnej architektury Śląska oraz wciąż popularnych elementów historyzmu, stosując przy tym nowoczesną technikę budownictwa szkieletowego. W latach dwudziestych zaczął skłaniać się w kierunku najnowszych form wypracowanych przez architekturę Neues Bauen. Spod jego ręki wyszły również liczne projekty budynków użyteczności publicznej we Wrocławiu. 

## Projekty
Zaprojektował m.in.:
- willa Heinricha Sporledera przy ul. Rapackiego 1 (1905)[1]
- willa Rudolfa Goldschmidta przy ul. Ulanowskiego 8 (1906)[2]
- kamienica przy ul. Powstańców Śląskich 140 (1909)[3]
- willa inżyniera Rosenquista przy ul. Szymanowskiego 10 (1910)[4]
- siedziba Towarzystwa Wioślarskiego Wratislavia przy ul. Na Grobli 30-32 (1910)[5]
- przebudowa i rozbudowa hotelu Savoy przy pl. Kościuszki 13 (1911)[6]
- przebudowa wnętrza dawnego pałacu Oppersdorfów przy ul. Wierzbowej 30 (1924-26)[7]
- dom własny przy ul. Pugeta 3 (1929)
- dom dwurodzinny przy ul. Mickiewicza 22/24 (1929)[8]